# Teomnest (veterinari)
Teomnest (Theomnestus, Θεόμνηστος) fou un escriptor i veterinari grec, probablement del segle iv o del segle v.
No es conserva cap de les obres de veterinària que va escriure però alguns fragments són reproduïts a la col·lecció d'escriptors de veterinària publicats per Ruellius en llatí (París 1530) i en grec per Grynaeus (Basilea 1537).